# Luke and the Rural Roughnecks
Luke and the Rural Roughnecks è un cortometraggio muto del 1916 prodotto e diretto da Hal Roach.  Interpretato da Harold Lloyd, il film fa parte della serie di comiche che avevano come protagonista il personaggio di Lonesome Luke.

## Trama
Luke fa il fabbro. Insieme al suo capo, insegue un rivale che gli ha soffiato la ragazza. Il tutto finisce in una rissa nel fango.

## Produzione
Il film fu girato dal 30 novembre al 15 dicembre 1915, prodotto dalla Rolin Films (con il nome Phunphilms)

## Distribuzione
Distribuito nelle sale il 1º marzo 1916 dalla Pathé Exchange. Copia della pellicola è conservata negli archivi della Fundacion Cinematica Argentina.